# Rue de la Mairie (Bagneux, Hauts-de-Seine)
Pour les articles homonymes, voir Rue de la Mairie.
La rue de la Mairie est une voie de communication de Bagneux dans les Hauts-de-Seine.

## Situation et accès
Partant du cœur historique de la ville, cette rue comporte dans sa partie septentrionale qui va du carrefour de l'avenue Henri-Ravera et de la rue de la République à la rue des Fossés, un tracé circulaire témoignant probablement d'une enceinte qui protégeait le bourg primitif. Longeant la place Dampierre, elle se dirige ensuite vers le sud et se termine place du 13-Octobre, à l'angle de l'avenue Albert-Petit.

## Origine du nom
C'est en 1898 que cette rue prend son nom actuel, en écho à l'ancien hôtel de ville qui se trouve à cet endroit.

## Historique
L'ancien nom de cette rue, rue Pavée, commun avec la partie occidentale de l'avenue Henri-Ravera, témoigne de son ancienneté. Sa physionomie changea avec la décision prise en 1873 de bâtir une nouvelle mairie. Auparavant, le domicile du Maire ou une maison en location tenaient lieu de salle de réunion municipale. 

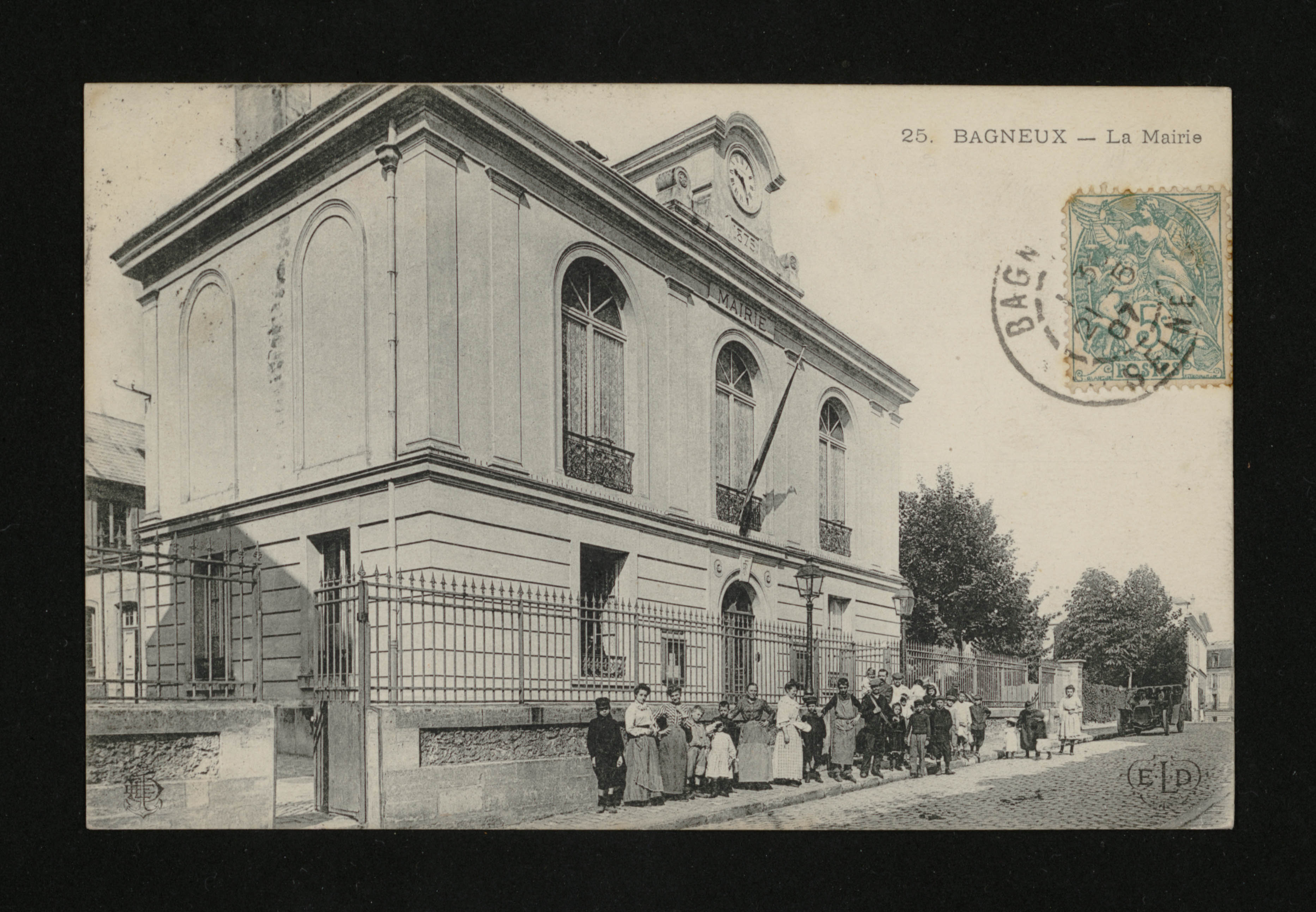
Ancienne mairie vers 1910.
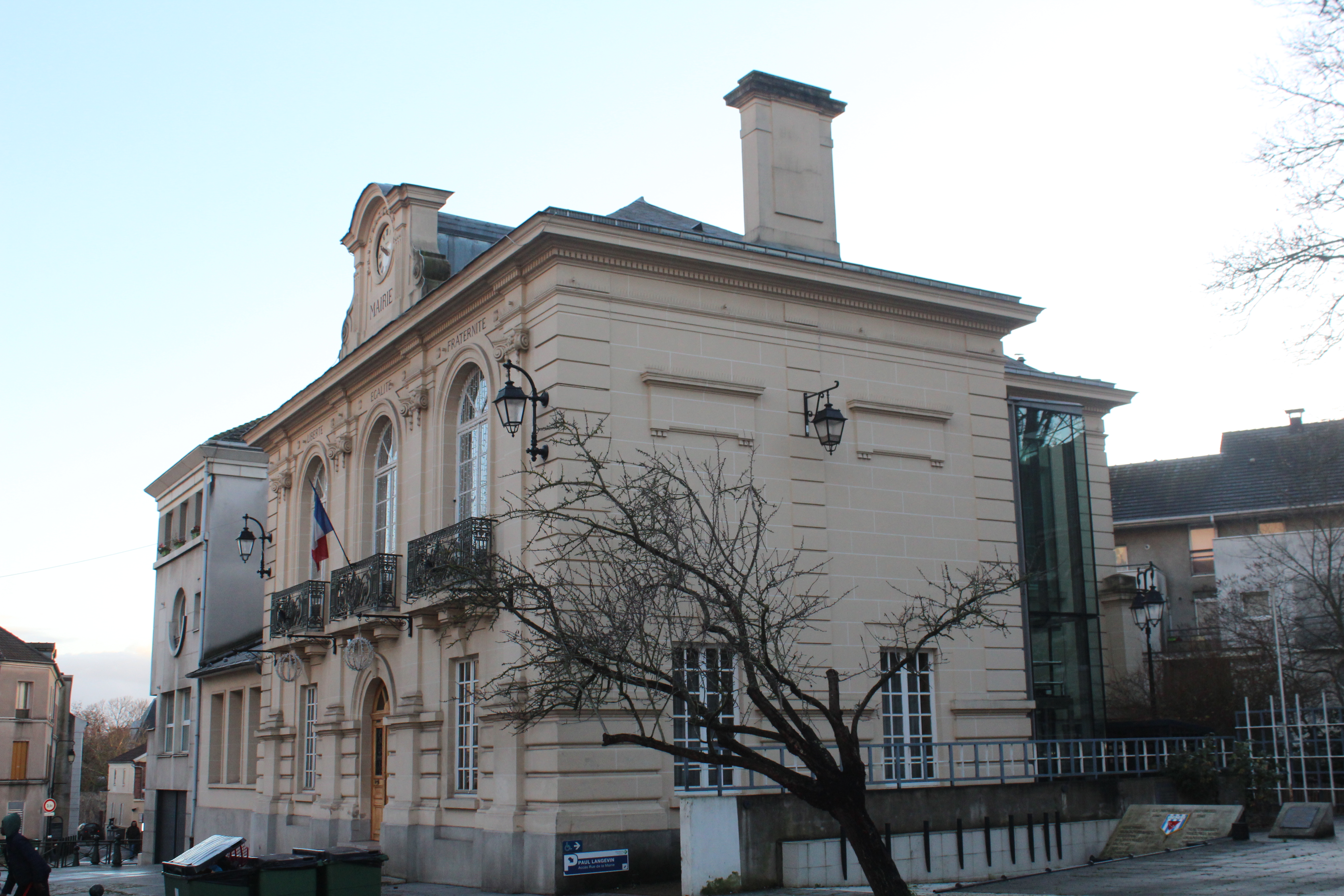
En 2018.

## Bâtiments remarquables et lieux de mémoire
- Au no 1, ancienne mairie de Bagneux[2]. Ce bâtiment fut construit en 1875 par l'architecte communal Jacques Paul Lequeux. Il contient plusieurs tableaux datés du début du XXe siècle. À l’arrière de cet édifice se trouvait un square où étaient situées les écoles de la commune. Cette mairie fut remplacée dans les années 1970 par le nouvel hôtel de ville de Bagneux.
- Monument aux morts de la Première Guerre mondiale, réalisé par Paul Landowski et inauguré le 19 novembre 1922[3]. Y ont été ajoutés les noms des déportés et ceux des morts de 1939-1945 et des guerres d'Algérie, d'Indochine et de Corée[4].

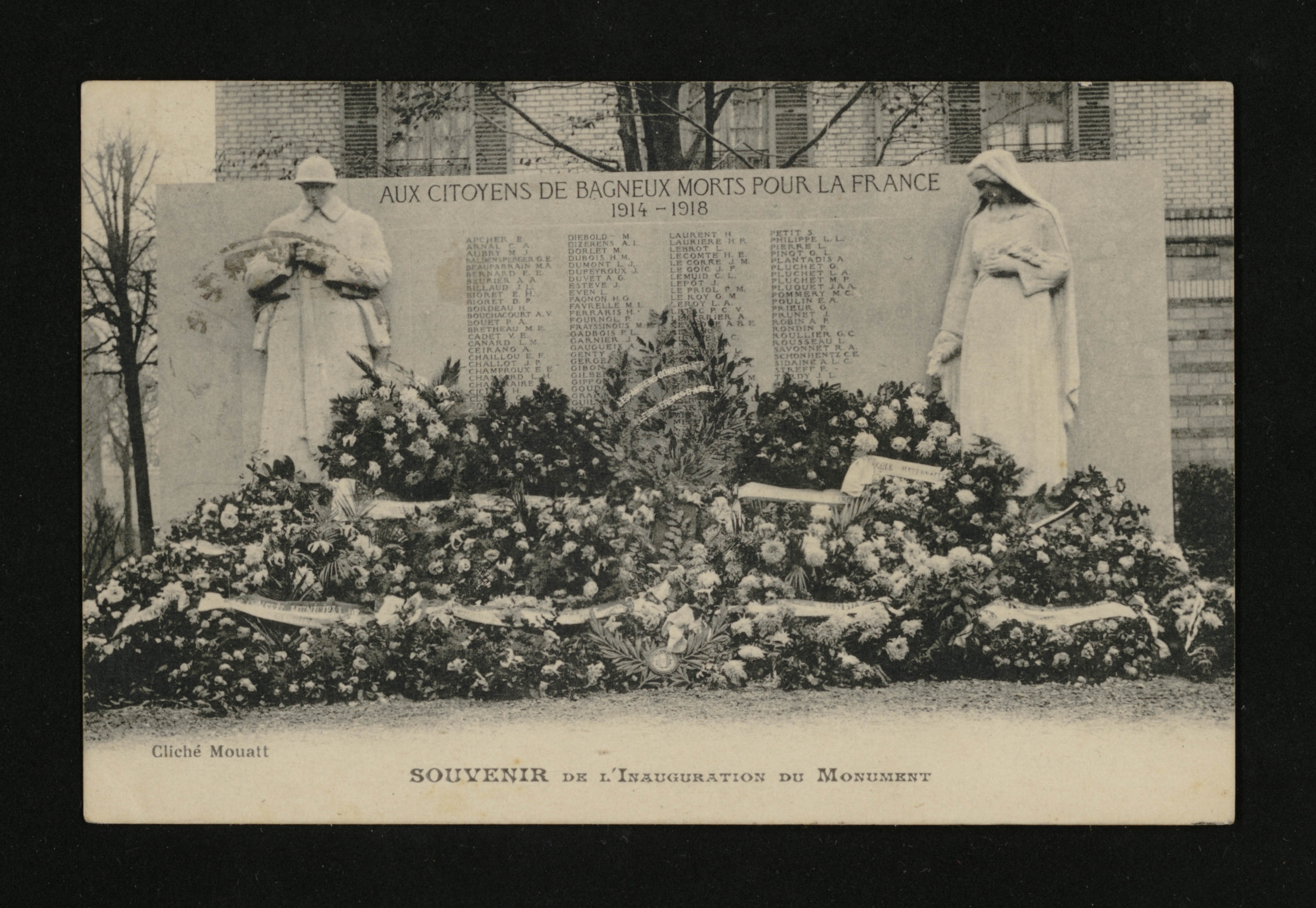
Souvenir de l'inauguration du monument.
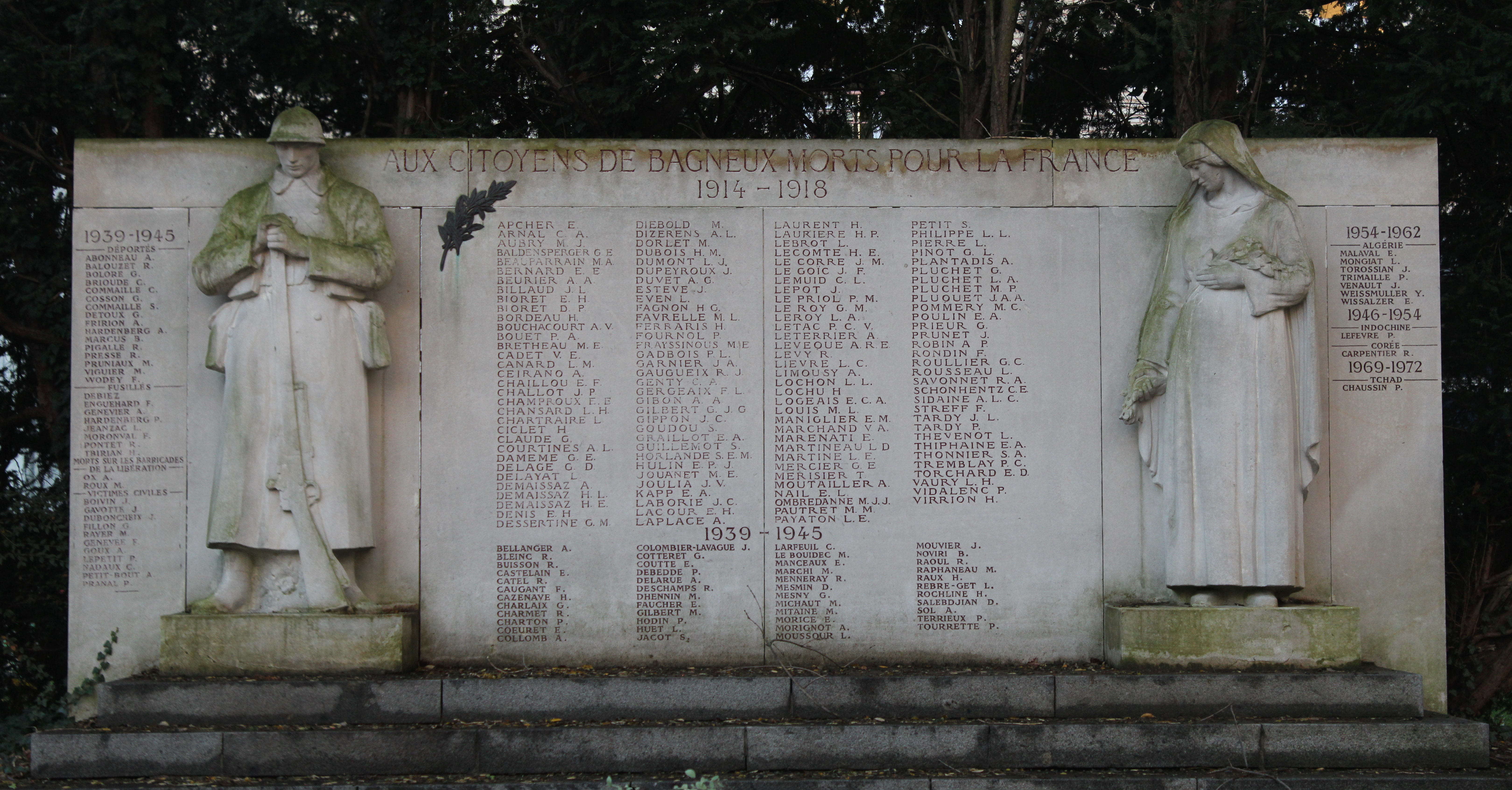
Le monument en 2018.